# Stictocladius flavozonata
Stictocladius flavozonata är en tvåvingeart som först beskrevs av Edwards 1931.  Stictocladius flavozonata ingår i släktet Stictocladius och familjen fjädermyggor. Inga underarter finns listade i Catalogue of Life.